# Lacrabe
Lacrabe è un comune francese di 246 abitanti situato nel dipartimento delle Landes nella regione della Nuova Aquitania.

## Società

### Evoluzione demografica
Abitanti censiti